# ویکتوریا لادونسکایا
ویکتوریا لادونسکایا (استونیایی: Viktoria Ladõnskaja؛ زادهٔ ۲۰ ژوئیهٔ ۱۹۸۱) روزنامه‌نگار، سیاستمدار و نماینده مجلس اهل استونی است.